# Élections législatives gagaouzes de 2016
Des élections législatives ont lieu les 20 novembre et 4 décembre 2016 pour élire les 35 membres de l'Assemblée populaire de Gagaouzie, région autonome de la république de Moldavie.

## Système électoral
L'assemblée populaire de Gagaouzie (Gagauzia Halk Toplusu) est le parlement monocaméral de la région autonome de Gagaouzie en Moldavie. Elle est composée de 35 membres élus pour quatre ans au scrutin uninominal majoritaire à deux tours dans autant de circonscriptions.
La loi électorale moldave n'autorisant pas les partis politiques régionaux à partir des élections de 1999, l'assemblée de la minorité turcophone gagaouze est marquée par la forte présence de candidats indépendants, se regroupant souvent en des "mouvements civiques" non reconnus comme partis.

### Conditions d'éligibilité
Sont éligibles les Gagaouzes âgés de plus de 21 ans, résidant dans la circonscription où ils se présentent et n'ayant pas perdu leurs droits civiques.

## Candidatures
126 candidats se présentent aux élections dont 95 indépendants et 31 membres d'un parti politique.

## Résultats
Les électeurs sont appelés a voter dans 66 bureaux de vote répartis dans le District. La participation s'élève à 42,8 % au premier tour et 42,2 % au second. Le scrutin est invalidé dans l'une des 35 circonscription, le quorum de 33 % de participation n'ayant pas été atteint. Une élection partielle est organisée par la suite.
|        |                                |              |             |                  |               |  |  |  |  |
| Partis | Partis                         | Premier tour | Second tour | Total des sièges | +/-           |  |  |  |  |
|        | Indépendants                   | 14           | 15          | 29               | 4             |  |  |  |  |
|        | Parti des socialistes (PSRM)   | 2            | 3           | 5                | 4             |  |  |  |  |
|        | Parti démocrate (PDM)          | 1            | 0           | 1                | 1             |  |  |  |  |
|        | Parti des communistes (PCRM)   | 0            | 0           | 0                | 7             |  |  |  |  |
|        | Parti libéral-démocrate (PLDM) | 0            | 0           | 0                | 2             |  |  |  |  |
|        |                                |              |             |                  |               |  |  |  |  |
| Total  | Total                          | 18           | 17          | 35               | en stagnation |  |  |  |  |